# Dorota Brodowska (malarka)
Dorota Brodowska (ur. 1954) – polska malarka, scenograf, reżyser teatralny.
W 1980 uzyskała dyplom w pracowni malarstwa Ludwika Maciąga na warszawskiej Akademii Sztuk Pięknych. Debiutowała wystawą "Wszelkie podobieństwo osób i zdarzeń jest czysto przypadkowe" w Piwnicy Pod Baranami w Krakowie. W okresie stanu wojennego była organizatorką i uczestniczką wystaw niezależnych i podziemnych. Jest animatorką akcji kulturalnych. 
Oprócz malarstwa zajmuje się aranżacją przestrzeni, rzeźbą, scenografią i reżyserią teatralną (m.in. "Ostatnie Ukrzesłowienie", "Strzałka czasu"). Jej twórczość często łączy malarstwo i rzeźbę. Do swoich realizacji przestrzennych wykorzystuje nietypowe materiały, np. surowce wtórne. Realizuje projekty z dziedziny grafiki oraz sztuki użytkowej. Brała udział w wielu wystawach polskich i zagranicznych (Niemcy, Belgia, Holandia, Rosja, Francja). Współtworzy galerię NIGDY-NIGDY.
Autorka wielu wystaw indywidualnych (m.in. „A jednak dobrze jest” Galeria Brama w Warszawie oraz Galeria Zderzak w Krakowie, „Wąż – ZOO” Galeria Test w Warszawie, „Punkolaże i recyklony – Ogrody Trzeciego Tysiąclecia” Sinfonia Varsovia w Warszawie) oraz zbiorowych (m.in. „Salon de la Jeunesse Paintures” Grand Palais w Paryżu, „Arsenał’88” Hala Gwardii w Warszawie, „Świeżo malowane” Zachęta w Warszawie, „Festiwal Sztuki” w Moskwie, „Red and White” w Warszawie i Amsterdamie, „Warschau’90” Galerie im Alten Kloster w Kolonii, „Spotkanie świętych obrazów” Muzeum Etnograficzne w Warszawie, „Epitafium – siedem przestrzeni” Zachęta w Warszawie, instalacja „Prometeusz” na wystawie „Obraz i ruch” w Muzeum Kinematografii w Łodzi).
Autorka scenografii do spektakli Edwarda Wojtaszka „Homoseksualista, czyli jak trudno się wyrazić” i „Cztery bliźniaczki”  Copiego (Pracownia Teatr) oraz „Parady” Potockiego. 
Jako reżyser zadebiutowała w Teatrze Powszechnym im. J. Kochanowskiego w Radomiu, spektaklem „Radosne dni” S. Becketta (aktorzy: Mirosława Niemczyk, Mirosław Zbrojewicz).
Pozostałe spektakle: zdarzenie parateatralne „Miejsce sinawe” (Elizeum w Warszawie oraz festiwal „Fortalicje” w Zamościu); „Miasto Aniołów” w galerii Gama w Warszawie; „Zwycięzca” na motywach powieści J. Żuławskiego (Piwnica pod Baranami, sala PTG Sokół w Krakowie); „Stworzenie świata” w ramach akcji „Powiększanie wyobraźni – łączenie podzielonego” Niny Smolarz i Janusza Boguckiego; „Ostatnie ukrzesłowienie” (Teatr Rozmaitości w Warszawie); „Strzałka czasu” (sala Laboratorium Centrum Sztuki Współczesnej w Warszawie).
Laureatka nagrody Polcul Foundation.
Wielokrotna stypendystka Ministerstwa Kultury i Sztuki.
Stypendystka na rok 2010 m.st. Warszawy  przyznanego na projekt „Punkolaże i recyklony – Ogrody Trzeciego Tysiąclecia”.